# Kozmino

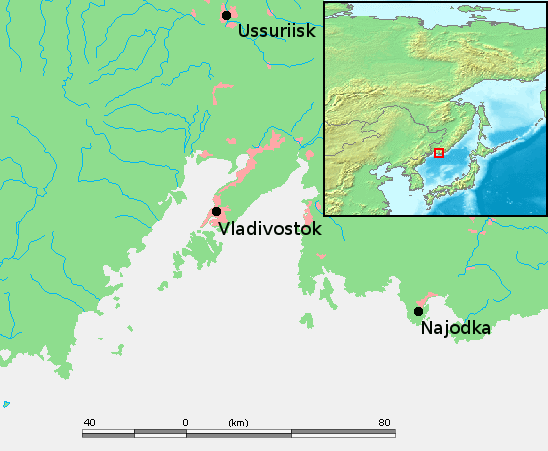
Overzichtskaart van de haven van Kozmino aan de baai van Najodka.

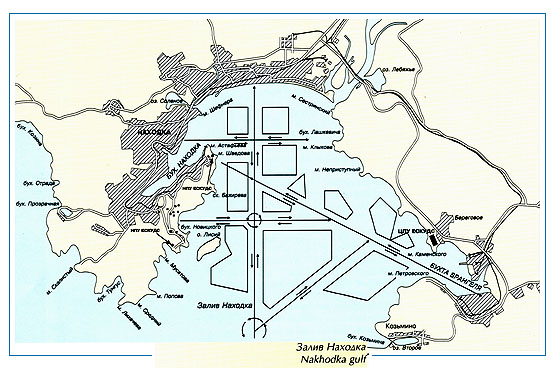
Vaarroute kaart baai van Najodka met Kozmino uiterst rechtsonder aan de kust

Kozmino (Russisch: Бухта Козьмина) is een haven aan de Japanse Zee ten oosten van Vladivostok.
In Kozmino is een olieterminal, het is het eindpunt van de Oostelijke oliepijpleiding. De nieuwe terminal is op 28 december 2009 officieel geopend door de eerste tanker met Russische olie te laden. De aanleg van de terminal heeft 2 miljard dollar gekost. Het Russische staatsbedrijf Transneft, de monopolist op het gebied van olievervoer per pijplijn, heeft de olieterminal en pijpleiding aangelegd en in beheer.
De aanleg van de pijpleiding vond plaats in twee fasen. In de eerste fase werd het 2757 kilometer lange tracé tussen Tajsjet en Skovorodino aangelegd. De bouw werd in april 2006 gestart en was eind 2009 voltooid. Vandaar werd de olie nu nog per spoor naar de kust vervoerd. De terminal had een initiële exportcapaciteit van 15 miljoen ton aardolie op jaarbasis.
In de tweede fase is het tracé tussen Skovorodino naar de Grote Oceaan aangelegd, een afstand van 2100 kilometer. In december 2012 kwam dit deel officieel in gebruik waardoor het vervoer per spoor niet meer nodig was. Kozmino zal de op twee na grootste olie-exporthaven van Rusland worden na Primorsk aan de Oostzee en Novorossiejsk aan de Zwarte Zee.
Met deze nieuwe exporthaven wordt Rusland minder afhankelijk van de olie-export naar Europa. Exportmarkten zoals de Volksrepubliek China en andere landen in het Verre-Oosten zijn nu ontsloten. Het zwaartepunt van de Russische oliewinning zal in de toekomst verschuiven van oost naar west-Siberië en deze nieuwe infrastructuur maakt de afvoer van deze olie mogelijk.
Sinds de opening van de terminal in december 2009 tot en met augustus 2012 werd 40 miljoen ton olie via de terminal geëxporteerd. In het hele jaar 2015 werd 30,4 miljoen ton olie overgeslagen, waarvan zo'n 48% met de bestemming Volksrepubliek China, 28% ging naar Japan, en 10% kwam terecht in Zuid-Korea.
| Jaar | Transport (× miljoen ton) |
| ---- | ------------------------- |
| 2011 | 15,2                      |
| 2012 | 16,3                      |
| 2013 | 21,3                      |
| 2014 | 24,9                      |
| 2015 | 30,4                      |
| 2016 | 31,8                      |
| 2017 | 31,7                      |
| 2018 | 30,4                      |
| 2019 | 33,3                      |
| 2020 | 33,0                      |
| 2021 | 35,1                      |